# Kresy

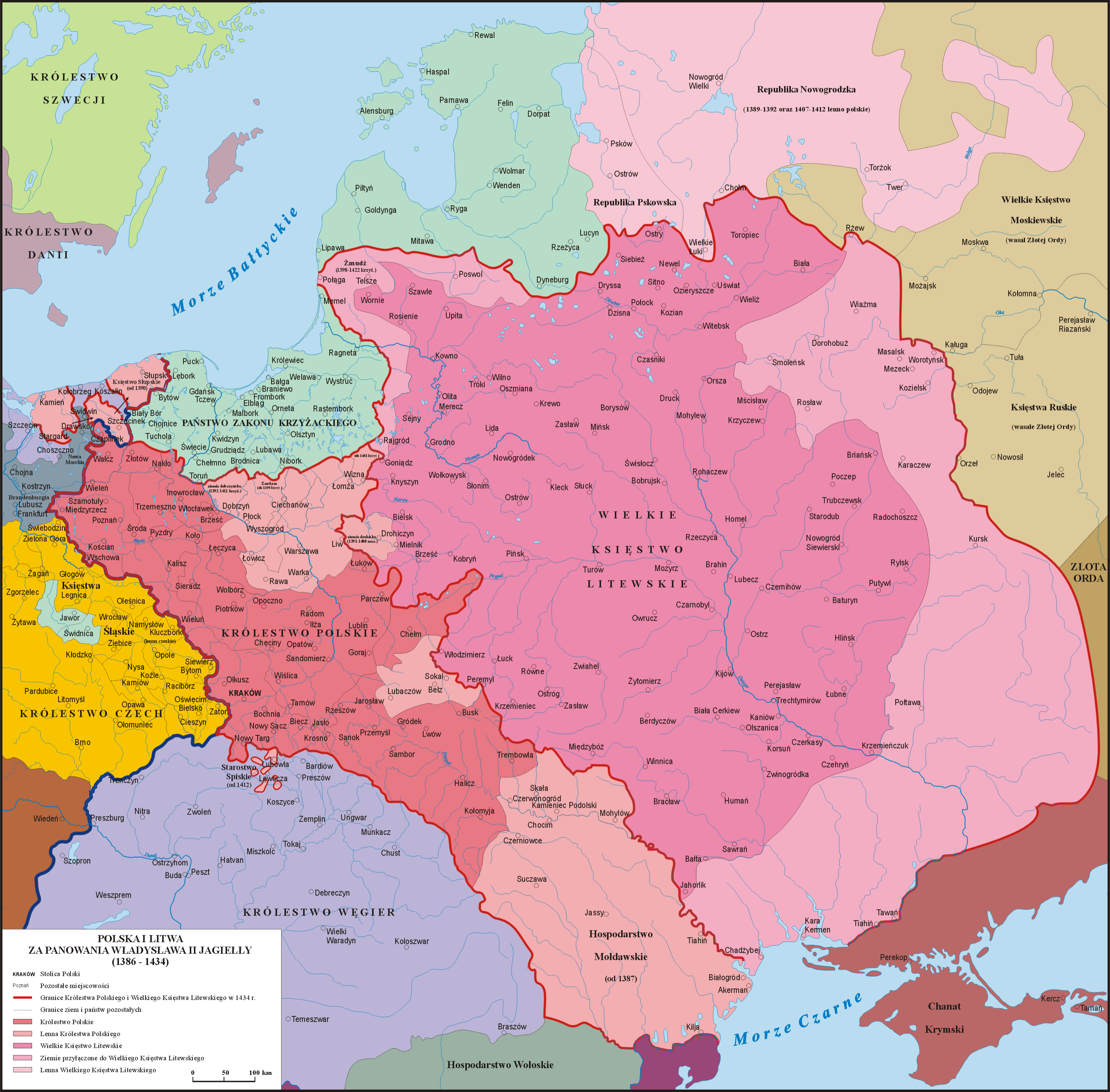
Polônia e Lituânia durante o reinado de Władysław II Jagiełło. Fim do século XIV

O termo Kresy (polonês para "regiões fronteiriças", ou mais corretamente Kresy Wschodnie, "Regiões Fronteiriças Orientais") foi pela primeira vez utilizado para definir a fronteira oriental polonesa. As "regiões fronteiriças" referiam-se às fronteiras orientais da República das Duas Nações. Durante o período da Segunda República Polonesa, as "regiões fronteiriças" foram grosseiramente equiparadas às terras a leste da Linha Curzon. Em setembro de 1939 as "regiões fronteiriças" foram ocupadas pela União das Repúblicas Socialistas Soviéticas e após a Segunda Guerra Mundial incorporadas como parte das Repúblicas Soviéticas da Ucrânia, Bielorrússia e Lituânia. Quando a União Soviética foi dissolvida, as "regiões fronteiriças" foram incluídas nos territórios desses países agora independentes.

## Etimologia
Segundo o "Dicionário da Língua Polonesa" por Samuel Bogumil Linde de 1807, Kresy referia-se à fronteira oriental polonesa. A horda tártara estabeleceu-se no Baixo Dniepre, nas "regiões fronteiriças". Pela primeira vez na literatura, este termo foi provavelmente utilizado por Wincenty Pol, em seu poema intitulado "Mohort" de 1854 e em "Pieśń o ziemi naszej". Pol alegou ser a linha, que ia do rio Dniestre ao Dniepre, a divisa do território tártaro. No início do século XX, o significado da expressão regiões fronteiriças foi ampliado para incluir as terras das antigas províncias orientais da República das Duas Nações, a leste da linha Lviv-Vilnius, e no período da Segunda República Polonesa as "regiões fronteiriças" foram equiparados com as terras a leste da Linha Curzon. Atualmente a expressão "fronteiras orientais" descreve as antigas terras orientais da Segunda República Polonesa.

## História

### A República das Duas Nações
Entre os séculos XVI e XVIII, as "regiões fronteiriças orientais"  (em polonês: Kresy Wschodnie) era a área situada no Baixo Dniepre na chamada 'porohy', na então voivodia de Quieve. Após a União de Lublin de 1569, os "Campos Selvagens" foram incorporados aos limites da República das Duas Nações. No princípio essas áreas eram desabitadas.

### Partições entre Áustria e Rússia

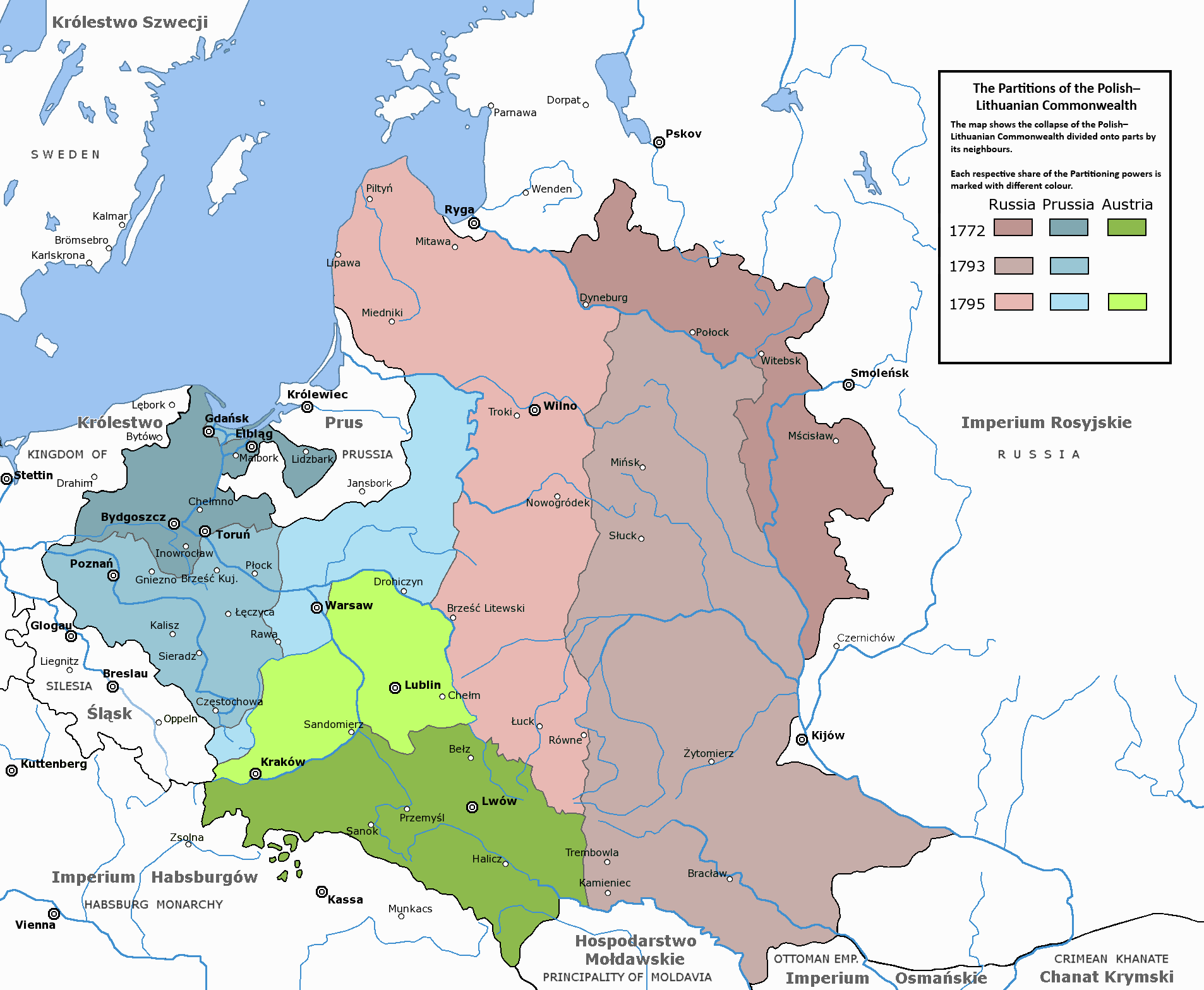
As partições da Polônia (1772-1795)

Em 1772 teve início o aumento dos territórios russo e austríaco à custa de áreas da 
República das Duas Nações, que hoje são chamadas de "fronteiras orientais" (áreas situadas a leste da atual fronteira polonesa). Este processo foi realizado em três etapas (anexações). Na primeira partição (1772) a Rússia anexou o Ducado da Livônia, a parte norte da voivodia de Połock, as voivodias de Witebsk, Miecislau e a parte sudeste da voivodia de Mińsk (cerca de 92 mil km², 1,3 milhão de pessoas). A Áustria anexou a Galícia, as regiões próximas a Zamość e o norte da Pequena Polônia (cerca de 83 mil km² e 2,65 milhões de pessoas).
Durante a segunda partição em 1793, a Rússia tomou as terras bielorrussas e ucranianas a leste da linha Druja-Pinsk-Zbrucz, ou seja, Kiev, Bratslav, parte da Podólia, parte leste da Volínia e da voivodia de Brześć Litewski, a voivodia de Mińsk e parte de voivodia de Wilno (cerca de 250 mil km²).
A terceira partição ocorreu em 1795 e foram ocupadas áreas da Lituânia, Bielorrússia e Ucrânia a leste do rio Bug Ocidental e linha Niemirów-Grodno (cerca de 120 mil km²). 
Este período na história do Polônia, especialmente na sua parte oriental, foi um tempo de rebeliões nacionais (Levante de Novembro, Revolta de Janeiro), perseguições, deportações para a Sibéria, e desnacionalização de poloneses. As "fronteiras orientais" pertenceram às últimas regiões da Europa, onde a servidão foi abolida: em 1848, foi abolida na partição austríaca e, em 1864 na partição russa.

### A Segunda República da Polônia
Março de 1919 foi especialmente turbulento para as "fronteiras orientais" da Polônia, por ter sido o tempo do renascimento do Estado polonês e da formação de sua fronteira. Nesse período, a Polônia estava envolvida em três guerras na sua fronteira oriental: com a Ucrânia, a Rússia Soviética e a Lituânia. Como conseqüência a  Polônia incorporou grande parte do território que estava sob o controle russo situado a leste da Linha Curzon. Este território formou as voivodias orientais da Segunda República da Polônia: parte oriental da voivodia de Lwów, voivodia de Nowogródek, voivodia da Polésia, voivodia de Stanisławów, voivodia de Tarnopol, voivodia de Wilno, voivodia da Volínia e a parte leste da voivodia de Białystok.

## Kresy e sua população no período entre-guerras
A população era multiétnica constituída de poloneses, ucranianos e bielorrussos, a etnia polonesa era a maior minoria étnica nessas regiões, e formava o maior grupo étnico nas cidades da região. Outros grupos incluíam lituanos (no norte), judeus (dispersos pelas cidades e vilas em toda a área), tchecos (na Volínia) e também russos. 
A língua-mãe registrada no censo de 1931 foi a seguinte:
- Voivodia de Lwów: 58% polonesa, 34% ucraniana, 8% iídiche
- Voivodia de Nowogródek; 53% polonesa, 39% bielorrussa, 7% iídiche, 1% russa
- Voivodia da Polésia; 63% "outras" ou polésio, 14% polonesa, 10% iídiche, 6% bielorrussa, 5% ucraniana
- Voivodia de Stanisławów; 69% ucraniana, 23% polonesa, 7% iídiche, 1% alemã
- Voivodia de Tarnopol; 49% polonesa, 46% ucraniana, 5% iídiche
- Voivodia de Wilno; 60% polonesa, 23% bielorrussa, 8% iídiche, 3% russa, 8% outras (incluindo a lituana)
- Voivodia da Volínia; 68% ucraniana, 17% polonesa, 10% iídiche, 2% alemã, 1% russa, 2% outras
- Voivodia de Białystok; 67% polonesa, 16% bielorrussa, 12% iídiche, 3% russa, 2% outras[1]

### Cidades principais
Em 1931, segundo o Censo Nacional, as maiores cidades nas voivodias da fronteira oriental polonesa eram:
- Lwów - pop. 312 200
- Wilno - pop. 195 100
- Stanisławów - pop. 60 000
- Brześć nad Bugiem - pop. 50 700
- Grodno - pop. 49 700
- Równe - pop. 41 900
- Borysław - pop. 41 500
- Łuck - pop. 35 600
- Tarnopol - pop. 33 900

Como uma conseqüência do Pacto Molotov-Ribbentrop, em 17 de setembro de 1939 o território foi anexado pela União Soviética e uma parte significativa da população polonesa foi deportada para outras áreas da União Soviética, incluindo a Sibéria e o Cazaquistão.

## O nazismo e a ocupação soviética
Quando a Alemanha nazista e a União Soviética assinaram o tratado de não-agressão em 23 de agosto de 1939, em Moscou, incluíram um protocolo secreto regulamentando o curso da linha de demarcação entre a Alemanha e a União Soviética.
As tropas da União Soviética invadiram a Polônia em 17 de setembro e deslocaram-se rapidamente em direção à fronteira ocidental. Já no dia 22 de setembro, os dois agressores comemoraram o sucesso de seus exércitos em um desfile conjunto pela vitória, em Brest-Litovsk (atual Brest). Finalmente o limite da nova fronteira foi estabelecido pelo acordo de fronteiras e amizade entre o Terceiro Reich e a União Soviética assinado em 28 de setembro.
Simultaneamente formaram-se governos comunistas para a Ucrânia Ocidental e a Bielorrússia Ocidental e anunciaram a sua intenção em juntarem-se à União Soviética. O Comando e o Governo poloneses foram completamente surpreendidos com o ataque soviético e por três meses, até 18 de dezembro, eles não puderam anunciar que a Polônia estava em um estado de guerra com a URSS, ou mesmo dar ordens claras aos seus soldados. 
Depois da invasão alemã da URSS, que ocorreu em 22 de junho 1941, os alemães deslocaram-se cerca de mil quilômetros para leste nas primeiras semanas, dispersando ou capturando as tropas soviéticas. Posteriormente parte do território foi incluído na Grande Alemanha, enquanto que o restante foi incorporados aos Reichskommissariate. 
Em janeiro de 1944, as tropas soviéticas atingiram a antiga fronteira polaco-soviética (de 17 de setembro de 1939), enquanto que até ao final de julho elas novamente recuperaram todo o controle sobre o território, que foi concedido à URSS por ocasião do Tratado de Amizade germano-soviético sobre fronteiras de 28 de setembro de 1939, que é atualmente o território a leste da fronteira oriental polonesa.

## O período pós-guerra

Linha Curzon em 1945

Já durante a Conferência de Teerã, em 1943, uma nova fronteira oriental polonesa foi criada a fim de legitimar as aquisições territoriais soviéticas de setembro 1939, ignorando os protestos do governo polonês no exílio em Londres. 
A Conferência de Potsdam deu consentimento para a deportação do povo polonês, das antigas regiões fronteiriças orientais polonesas, mas a questão sobre a fronteira ocidental polonesa ainda ficou por resolver. Os Aliados decidiram entregar à Polônia os territórios do Terceiro Reich situados a leste dos rios Oder e Neisse (excluindo a parte norte da ex-Prússia Oriental, que tornou-se parte da Rússia como Óblast de Kaliningrado), durante o período temporário de jurisdição polonesa e até o momento, quando os limites territoriais foram finalmente reconhecidos pelo tratado de paz. 
Após a Segunda Guerra Mundial, as fronteiras orientais polonesas foram incorporadas à União Soviética como parte das Repúblicas Socialistas Soviéticas da Ucrânia, Bielorrússia e Lituânia. A anexação destes territórios era comemorada na ex-União Soviética, e também é comemorada atualmente na independente Bielorrússia como a "unificação da Bielorrússia". 
O nome oficial do ataque à Polônia era a Conquista da Libertação da Ucrânia Ocidental e da Bielorrússia Ocidental. Depois do colapso da União Soviética, estes territórios da união das repúblicas da Ucrânia, Bielorrússia e da Lituânia mantiveram as suas fronteiras interrepúblicas e externas.